# Friedrich Fahnert
Friedrich Fahnert (* 18. Januar 1879 in Limbach-Oberfrohna; † 10. Juni 1964 in Baden-Baden) war ein General der Luftnachrichtentruppe der Wehrmacht, der maßgeblich das militärische Fernmeldewesen von den Anfängen der Telegraphie bis zum Ende des Zweiten Weltkrieges prägte.

## Leben
Fahnert trat als Fahnenjunker im März 1900 der Preußischen Armee bei, besuchte ab 1901 die Kriegsschule in Metz und wurde während dieser Zeit zum Leutnant ernannt. 1904 ging Fahnert mit der Kaiserlichen Schutztruppe nach Deutsch-Südwestafrika und kehrte 1907 zurück nach Berlin, wo er im selben Jahr bis 1909 die Militärtechnische Akademie besuchte und dort zum Oberleutnant befördert wurde.
Im März 1909 wurde Fahnert beim Telegraphen-Bataillon Nr. 1 in Berlin eingesetzt und im März 1913 wurde er Kommandoführer an der Militär-Fliegerschule in Halberstadt. Im Oktober 1913 wurde er zum Hauptmann befördert und Kompaniechef im Telegraphen-Bataillon Nr. 7. Im Jahre 1913 begann er eine Pilotenausbildung und erhielt im Mai desselben Jahres seine Piloten-Lizenz. Ab 1914 wurde Fahnert in verschiedenen Feldflieger-Abteilungen eingesetzt und war während des Ersten Weltkriegs ab März 1916 Stabsoffizier im Generalstab der Armeeabteilung Scholtz. Im Dezember 1916 wurde er Kommandeur der Flieger-Funk-Abteilung beim Inspekteur der Flieger (IdFlieg) und blieb dort bis kurz vor Kriegsende 1918 Abteilungsleiter des Armeeflugparks 11 und anschließend des Armeeflugparks 5. Danach wurde er Stellvertreter des Bataillonskommandeurs im 2. Ober-Elsässischen Infanterie-Regiment Nr. 171, in dem er schließlich am 1. November 1918 zum Bataillonskommandeur ernannt wurde.
Nach Beendigung des Krieges war er ab 1919 Kompaniechef und Kommandeur in verschiedenen Landesschützenabteilungen des sächsischen Grenzschutzes. Ab Oktober 1919 wurde Fahnert Kommandeur des 19. Grenzschutz-Nachrichten-Bataillons. Ab Januar 1921 war er Stabsoffizier für das Nachrichtenwesen im Stab der 4. Division in Dresden.
Bis zum Ende des Zweiten Weltkriegs wurde Fahnert fortan als Kommandeur der Luftnachrichtentruppen, Ausbilder des Luftnachrichtenwesens an der Luftkriegsakademie und Inspekteur des Luftwaffennachrichtenwesen eingesetzt. Als Kommandeur der Luftnachrichtentruppen war er ab Herbst 1941 auch bei der Leningrader Blockade eingesetzt. In einem Gutachten des Militärgeschichtlichen Forschungsamtes (MGFA) wird festgehalten, dass ihm bereits in einer einschlägigen dienstlichen Beurteilung vom 15. März 1939 attestiert worden war, er stehe „fest und einwandfrei auf dem Boden nationalsozialistischer Weltanschauung“. Am 1. Februar 1945 wurde er Höherer Kommandeur des Luftnachrichtenstabes in Halle (Saale) und am 1. April 1945 zum General der Luftnachrichtentruppe befördert.
Fahnert wurde am 2. Mai 1945 gefangen genommen und am 5. Dezember 1947 aus britischer Kriegsgefangenschaft entlassen. Nach ihm wurde die General-Fahnert-Kaserne der Bundeswehr in Karlsruhe benannt. Im Juni 2015 wurde bekannt, dass das Landeskommando Baden-Württemberg der Bundeswehr ein Verfahren zur Umbenennung des Kasernennamens eingeleitet hat, da die vorliegenden Erkenntnisse des MGFA zu seiner Rolle im Deutsch-Sowjetischen Krieg „nicht erkennen [lassen], dass Fahnerts Verhalten beispielgebend im Sinne der geltenden Traditionsrichtlinien war“.